# 埃德米尔森
埃德米尔森（José Edmílson Gomes de Moraes，1976年7月10日—），乃一名巴西足球運動員，司職中堅，目前效力西甲球會皇家萨拉戈萨。
身為防守球員的艾美臣早年在巴西大球會聖保羅嶄露頭角。2000年他轉投法甲球會里昂，於2002、2003、2004連續三年贏得法甲聯賽冠軍，為里昂締造聯賽五連霸奠定基礎。轉投巴塞後艾美臣成績更上一層樓，不單於2005、2006年連贏兩屆西甲聯賽冠軍，還於2006年贏得歐洲聯賽冠軍杯。
艾美臣曾代表巴西國家隊36次，包括2002年世界杯賽事，該屆他以主力先發後衛的身分成為了冠軍隊成員，其中小組賽5:2擊敗哥斯大黎加的比賽中他踢進了一個精彩的倒掛金鉤，這個錦上添花的一球是他國家隊生涯唯一的進球。他原本入選了國家隊出戰2006年世界杯，但因膝傷而臨時退出。

## 榮譽
- 世界杯冠軍：2002
- 法甲聯賽冠軍：2002、2003、2004
- 西甲聯賽冠軍：2005、2006
- 歐洲聯賽冠軍杯：2006